# تفاوت الحدقتين
'تفاوت الحدقتين (Anisocoria)'
تفاوت الحدقتين هو حالة تتسم بحجم غير متكافئ لـ الحدقتين.

## الأسباب
في غياب القزحية أو مقلة العين السليمة، تفاوت الحدقتين هوعادةً نتيجة لعيب في المسارات العصبية الصادرة الضابطة لسير الحدقة في العصب المحرك للعين (ألياف وديه) أو المسارات السيمبثاوية. الآفات البدنية أو المخدرات قد تسبب تفاوت الحدقتين عن طريق تعطيل هذه المسارات. وقد تترافق مع متلازمة آدي في الحدقة.
بعض الأمثلة على الأدوية التي قد تؤثر على الحدقة تشمل بيلوكاربين، والكوكايين، وتروبيكاميد، وإكستاسي، وسكوبولامين. مثل القلويدات الموجودة في النباتات من جنس كولونيا يمكن أن تحدث أيضاً تفاوت حدقتين.
بالإضافة إلى ذلك، فإن إتساع الحدقة يسمى توسع الحدقة (mydriasis) وتضيق الحدقة يسمى تقبض الحدقة (miosis).
تفاوت الحدقتين (إلى 0.5mm) يمكن أيضاً أن يكون حالة حميدة ومجهولة السبب، وأحياناً يشار إليه كتفاوت حدقي فسيولوجي.

## التفسير
من المهم أن يحدد سريرياأي من الحدقتين تتصرف بصورة غير طبيعية.
- إذا كانت أصغر الحدقتين هي غير الطبيعية، فإن تعتيم الضوء المحيط لن يؤدي إلى إتساعها، في هذه الحالة يشتبه أن يكون الخلل في الألياف السيمبثاوية ، كما شوهد في متلازمة هورنر.
- بدلاً من ذلك، إذا كانت الحدقة غير الطبيعية هي الأكبر، سوف تفشل في عقد استجابة للضوء، وتزيد الشبهة بخلل العصب السيمبثاوي ، وإمكانية شلل العصب المحرك للعين.

خلل الاستجابة الواردة النسبي أو (RAPD) أيضاً يعرف بـ حدقة ماركوس غان ولا يسبب تفاوت الحدقتين.
عندما يحدث تفاوت الحدقتين ويكون الفاحص غير متأكد ما إذا كانت الحدقة غير الطبيعية تضيق أو تتوسع، وإذا كان الإطراق موجود من جانب واحد فإنه يمكن الافتراض بأن الحدقة ذات الحجم غير الطبيعي أن تكون بالجانب الذي فيه إطراق، مثلما متلازمة هورنر [الآفة السيمبثاوية]، وآفة العصب المحرك للعين كلاهما تسبب الإطراق .
تفاوت الحدقتين في وجود الالتباس، والحالة الذهنية المنخفضة، والصداع الحاد، وغير ذلك يمكن أن يكون علامة للدم، الورم أو علم الأمراض الأخرى داخل الدماغ تضغط باستمرار على بعض الأعصاب الحرجة. وهذا يتطلب جراحة الأعصاب التي تستدعي معالجة طارئة وربما الجراحة.

## مشاهير بتفاوت الحدقتين
ديفيد باوي

## وصلات خارجية
- http://www.kellogg.umich.edu/theeyeshaveit/symptoms/anisocoria.html نسخة محفوظة 12 مارس 2007 على موقع واي باك مشين.

Retrieved from "Anisocoria"